# مزرعة إسماعيل إسماعيلي (رستاق)
مزرعة إسماعيل إسماعيلي (بالإنجليزية: Mazraeh-ye Esmail Esmaili)‏ هي منطقة سكنية تقع في إيران في فارس. يقدر عدد سكانها بـ 10 نسمة .